# Magali Le Floc'h
Pour les articles homonymes, voir Floc'h.
Magali Le Floc'h, née le 17 août 1975 à Meaux (Seine-et-Marne), est une coureuse cycliste française, qui a notamment été deux fois championne de France sur route en 2002 et 2005, 6e de la course en ligne aux Jeux olympiques à Sydney en 2000, 7e des championnat du monde sur route en 2002 et membre de l'équipe de France de 1994 à 2008.

## Biographie
En 1998, Magali Le Floc'h fait partie du premier groupe professionnel francais o-m-t.
En 2003, elle intègre l'équipe canadienne Rona où elle rejoint Catherine Marsal et Geneviève Jeanson. L'année suivante elle signe chez Quark avec Lyne Bessette. 
En 2005, l'équipe n'axant pas suffisamment son programme sur le calendrier européen et la coupe du monde, elle décide de retourner en Europe et rejoint l'UC Châlons en Champagne.
En 2006, elle rejoint la première équipe professionnelle créée aux côtés d'une équipe professionnelle masculine : T-Mobile, qui compte dans ses rangs Ina-Yoko Teutenberg et Judith Arndt ou encore Jan Ullrich, vainqueur du Tour de France.
À l'Open de Suède Vårgårda, épreuve de coupe du monde, elle fait une prestation remarquée : elle prend un groupe d'une dizaine d'unités qui part en échappée. Elle s'extrait ensuite de ce groupe avec Karin Thürig et Annette Beutler. Elles sont reprises par l'équipe Buitenpoort, très active sur la course. Susanne Ljungskog attaque de nouveau et est suivie par Nicole Cooke et Magali Le Floc'h. Même si cette dernière économise ses efforts après sa longue échappée, elle doit lâcher prise dans l'avant dernier tour. Elle finit à la septième place.
En 2008, elle termine troisième du Trophée des grimpeurs derrière Christel Ferrier-Bruneau et Jeannie Longo. En août, elle s'adjuge définitivement la coupe de France. Elle met un terme à sa carrière à la fin de la saison, après 19 ans de compétition.

## Palmarès
- 2000
  - 3e du championnat de France sur route
  - 6e de la course en ligne aux Jeux olympiques
- 2001
  - Vainqueur de la Coupe de France féminine
  - 9e étape du Tour de l'Aude cycliste féminin
  - Grand Prix du Mont Pujols
  - Tour de la Drôme
  - 2e du Trophée des grimpeurs
- 2002
  -  Championne de France sur route
  - 7e du championnat du monde sur route
- 2003
  - Trophée des grimpeurs
  - Atlantique Manche Féminine
  - 2e étape du Tour du Grand Montréal
  - 2e du Tour de Bretagne
  - 3e du Tour du Grand Montréal
- 2004
  - 2e étape du Tour de Bretagne
  - Prix de la Ville de Pujols
  - 3e étape de la Pomona Valley Stage Race
  - 2e du Trophée des grimpeurs
- 2005
  -  Championne de France sur route
  - Vainqueur de la Coupe de France féminine
  - 2e et 5e étapes du Tour de Bretagne féminin
  - 4e étape du Trophée d'Or féminin
  - Prix de la Ville de Pujols
  - 2e du Tour de Bretagne
  - 3e du Trophée des grimpeurs
  - 3e du Grand Prix de Cholet
  - 3e du Circuit National Féminin
- 2006
  - 2e de la coupe de France
  - 2e du Circuit National Féminin
- 2008
  - Vainqueur de la Coupe de France féminine
  - 2e de la Ladys Berry Classic's Indre
  - 2e du Grand Prix de Cholet
  - 3e du Trophée des grimpeurs